# Platycheirus stegnus
Platycheirus stegnus är en tvåvingeart som först beskrevs av Thomas Say 1829.  Platycheirus stegnus ingår i släktet fotblomflugor, och familjen blomflugor. Inga underarter finns listade i Catalogue of Life.